# متیو رز (شناگر)
متیو رز (به انگلیسی: Matthew Rose) (زادهٔ ۱۰ ژوئیهٔ ۱۹۸۱) شناگر اهل کانادا است.